# Verbenen
Die Verbenen oder Eisenkräuter (Verbena) sind eine Pflanzengattung in der Familie der Eisenkrautgewächse (Verbenaceae). Die nur noch 74 bis 80 Arten (Stand 2018) sind fast weltweit verbreitet.

## Beschreibung und Ökologie

### Vegetative Merkmale
Verbena-Arten sind meist einjährige bis ausdauernde krautige Pflanzen oder Halbsträucher bis Sträucher. Die meisten Arten verströmen einen angenehm würzigen Duft. Die jungen Stängel sind vierkantig.
Die kreuzgegenständig, selten wirtelig angeordneten Laubblätter sind einfach. Die Blattränder sind gezähnt. Nebenblätter fehlen.

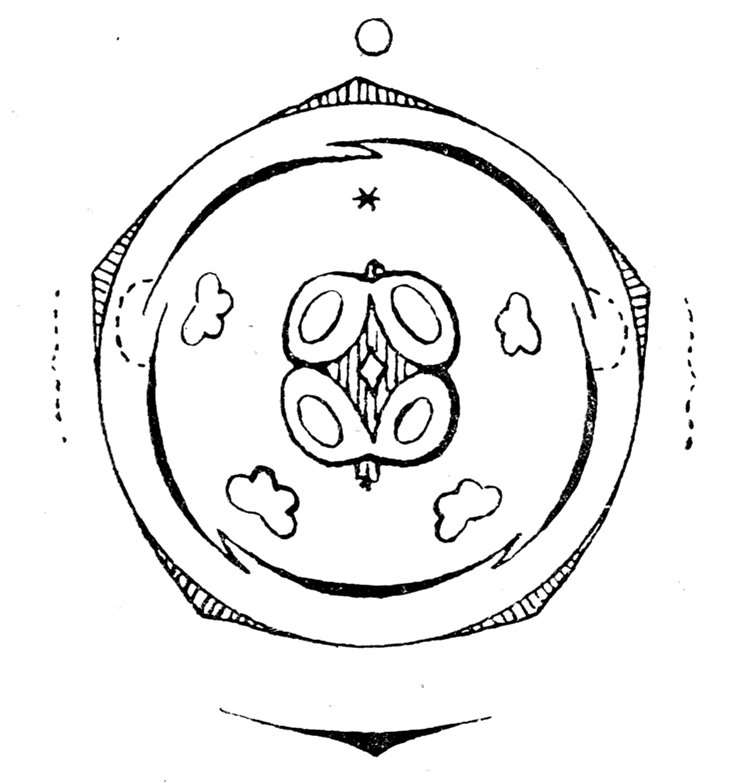
Blütendiagramm des Echten Eisenkrauts (Verbena officinalis)

### Generative Merkmale
Die einfachen oder zusammengesetzten, ährigen, rispigen oder zymösen Blütenstände stehen meist end-, selten seitenständig und enthalten Hochblätter.
Die zwittrigen Blüten sind vier- bis fünfzählig und zygomorph mit doppelter Blütenhülle. Die vier bis fünf Kelchblätter sind röhrig verwachsen. Die vier- bis fünfrippige, gerade oder gebogene Kelchröhre endet in vier oder fünf ungleichen Kelchzähnen. Der Kelch ist bei Fruchtreife nicht vergrößert. Die fünf Kronblätter sind verwachsen. Die Oberlippe besteht aus zwei und die Unterlippe aus drei Kronblättern. Es ist nur ein Kreis mit vier Staubblättern vorhanden. Zwei Fruchtblätter sind verwachsen, sie sind durch eine falsche Scheidewand zu einem vierlappigen, vierkammerigen, oberständigen Fruchtknoten gegliedert mit einer Samenanlage je Kammer. Der Griffel endet in einer ungleich zweilappigen Narbe. Die Bestäubung erfolgt meist durch Insekten (Entomophilie).
Die Zerfallfrucht zerfällt in vier längliche, kantige Nüsschen.

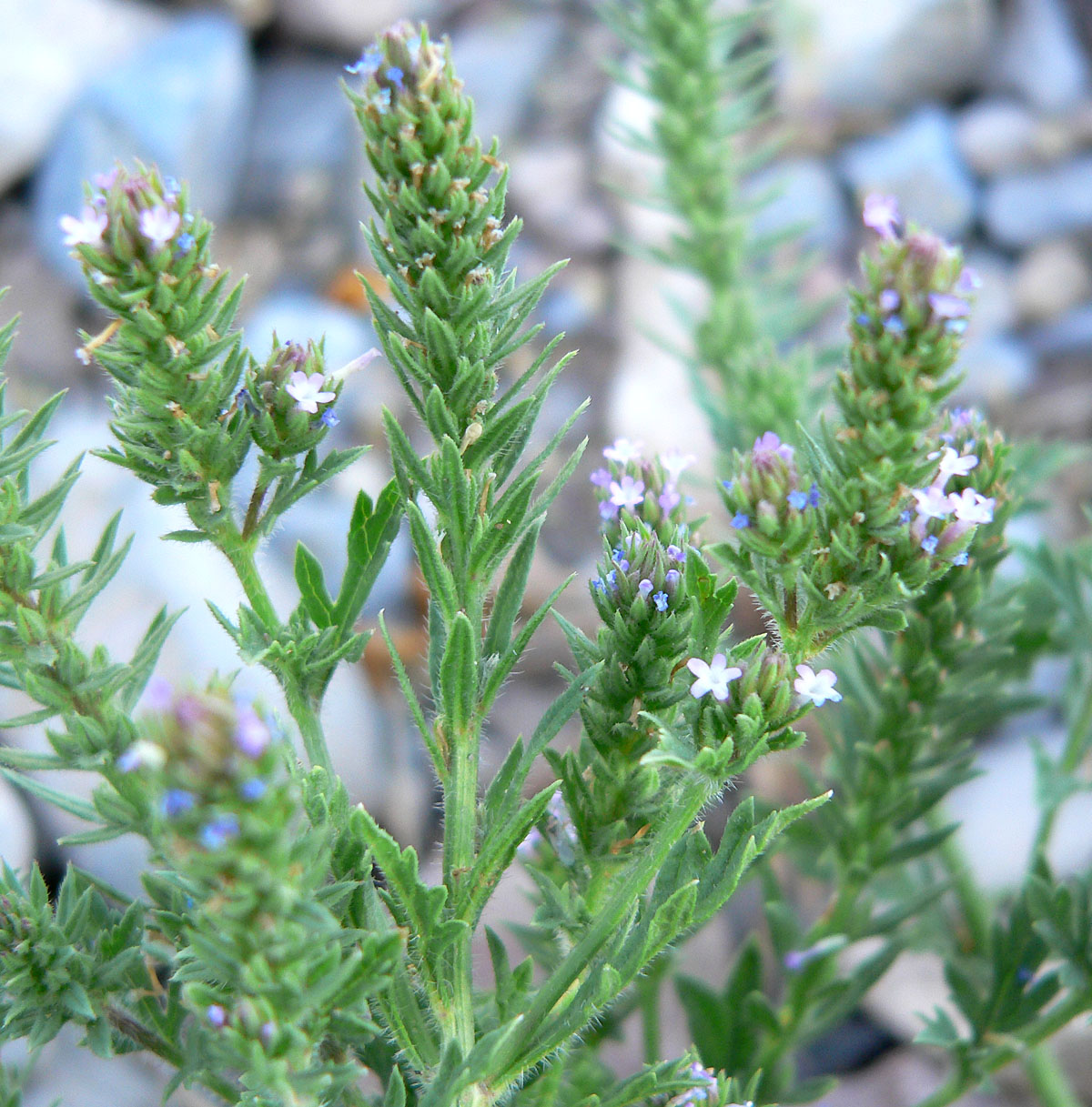
Verbena bracteata

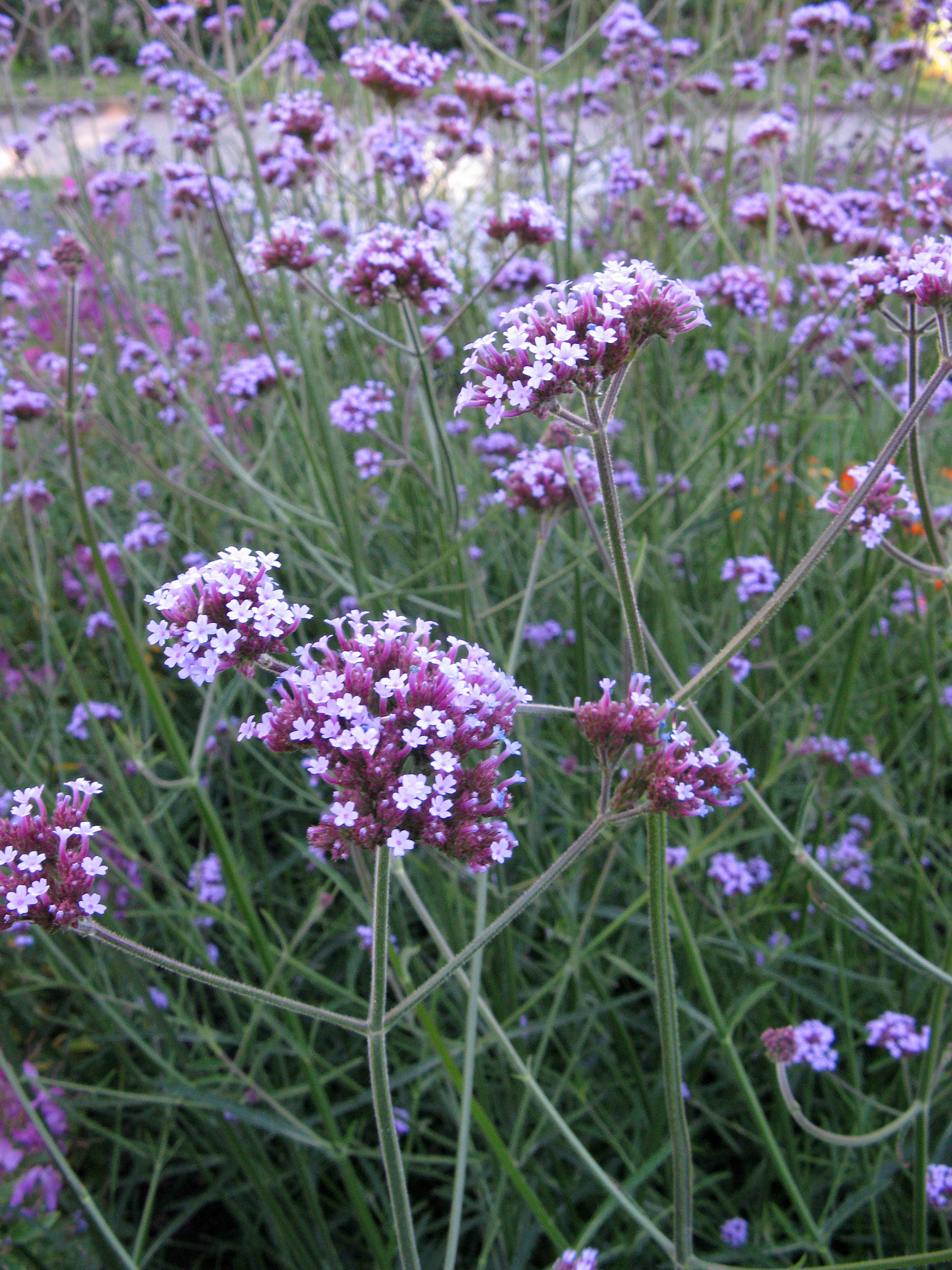
Patagonisches Eisenkraut (Verbena bonariensis)

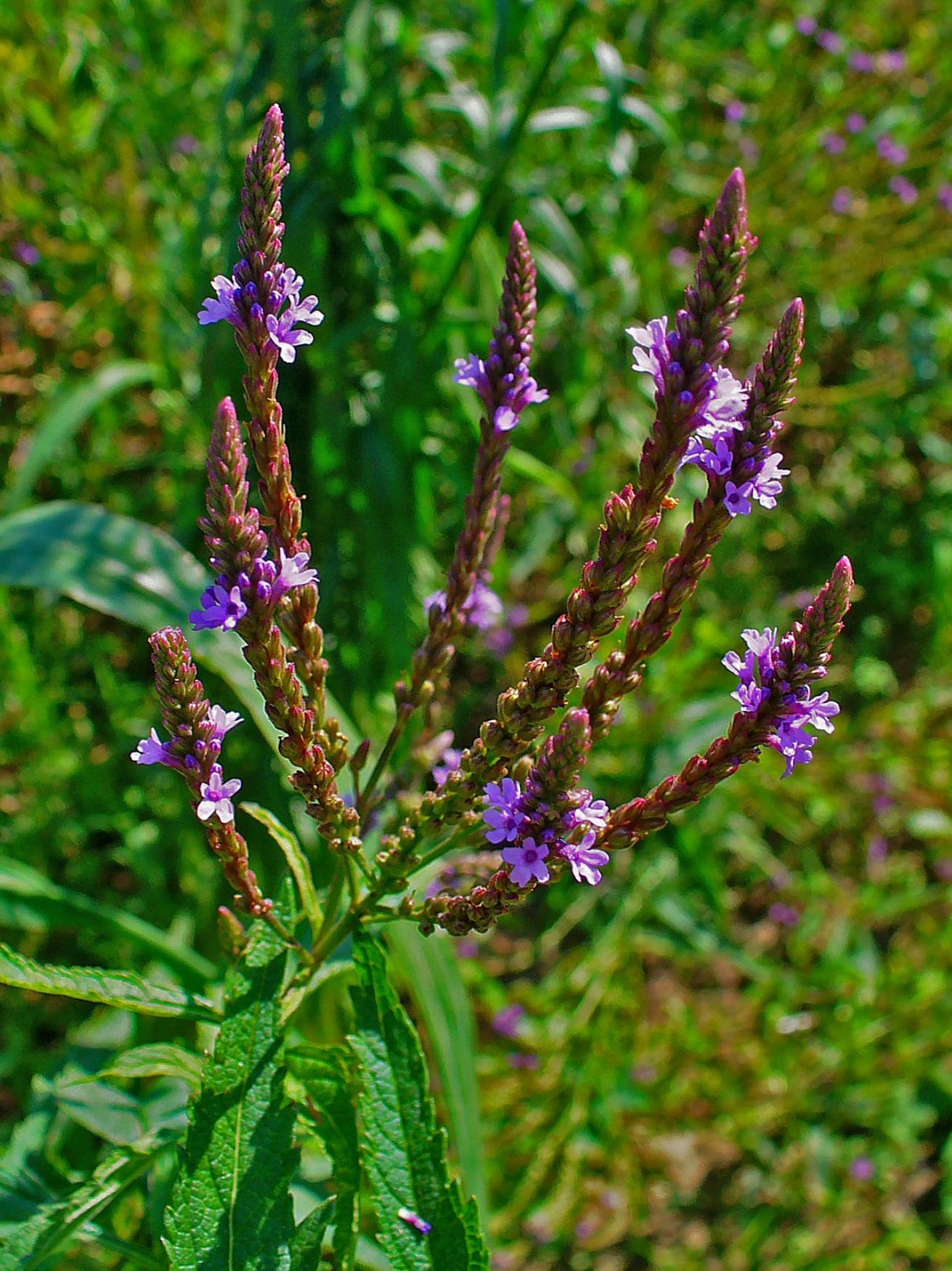
Verbena hastata

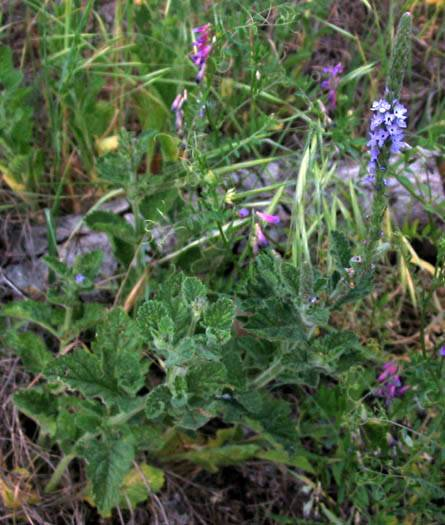
Verbena lasiostachys

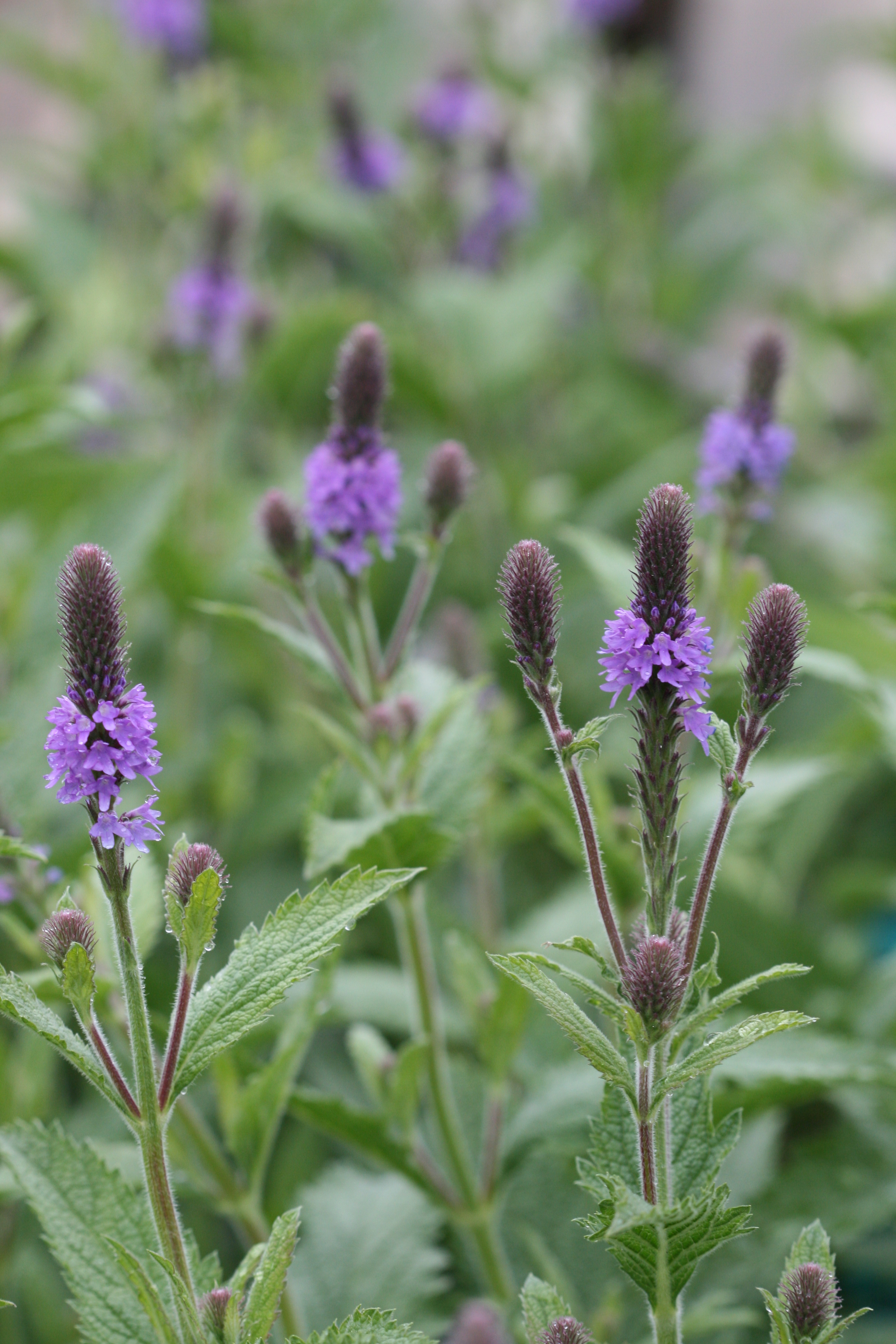
Verbena macdougalii

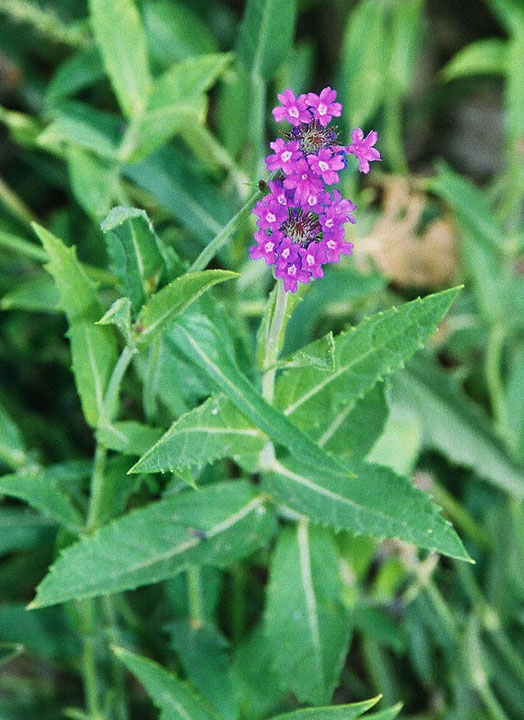
Steifes Eisenkraut (Verbena rigida)

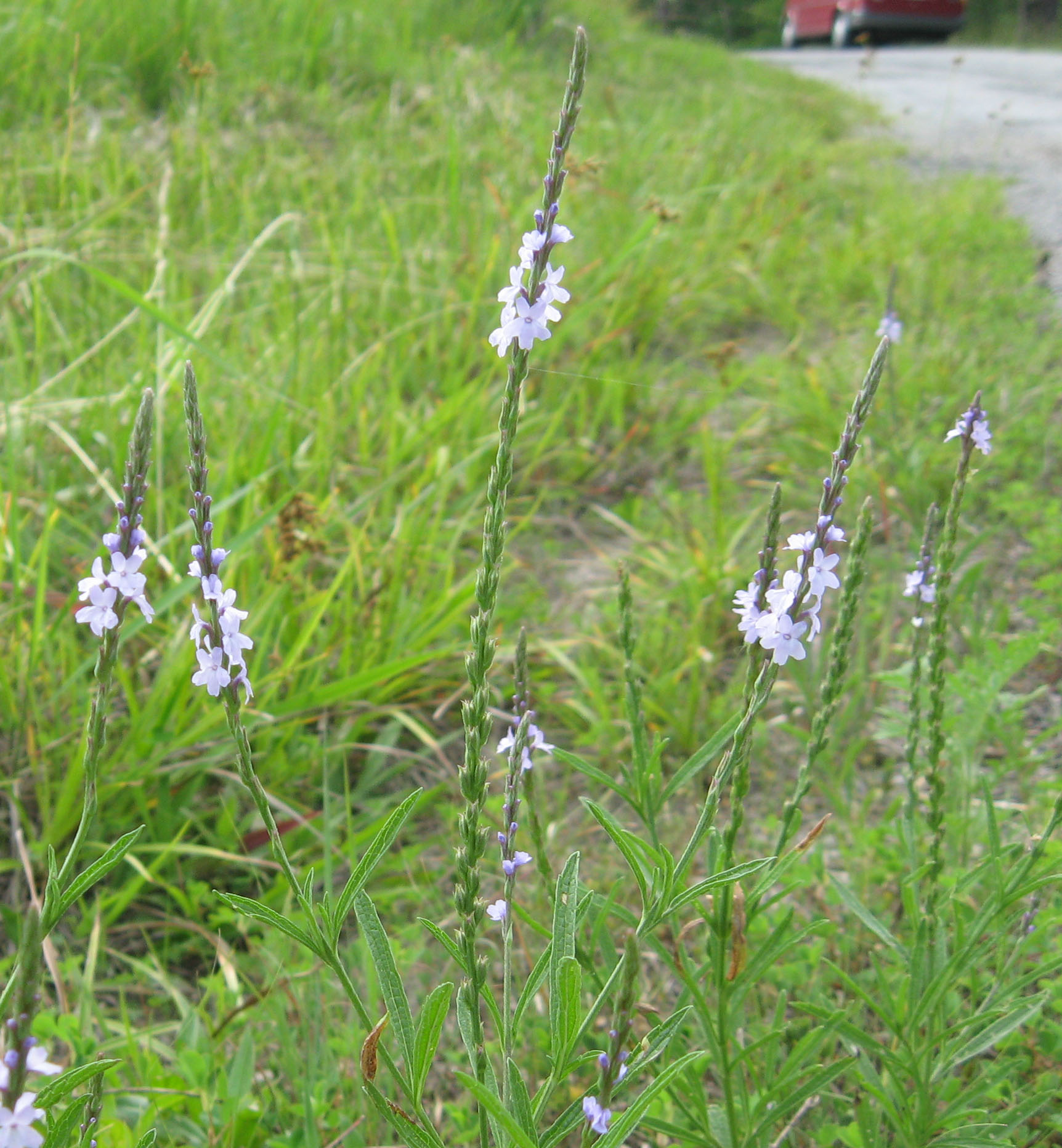
Verbena simplex

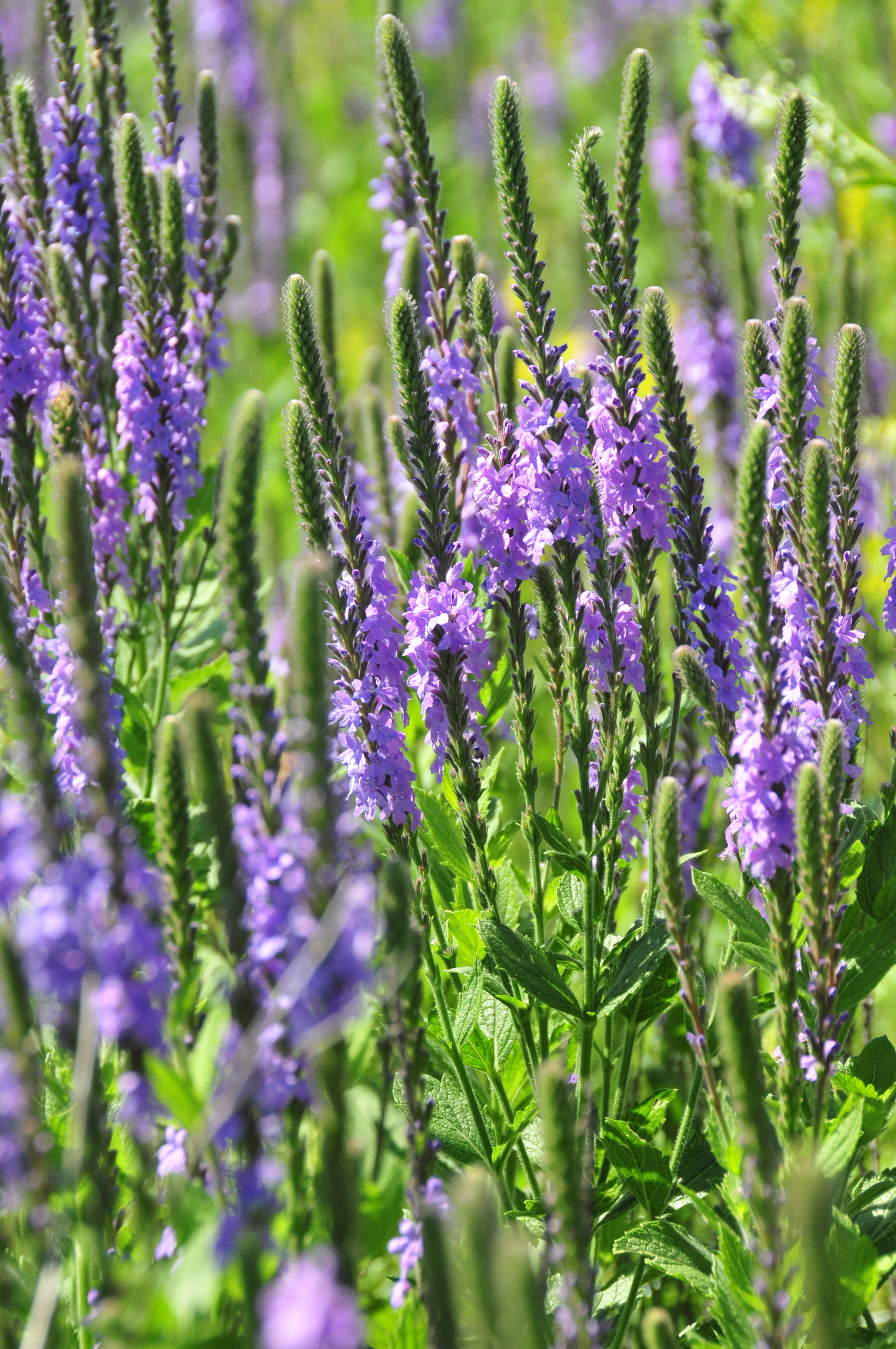
Verbena stricta

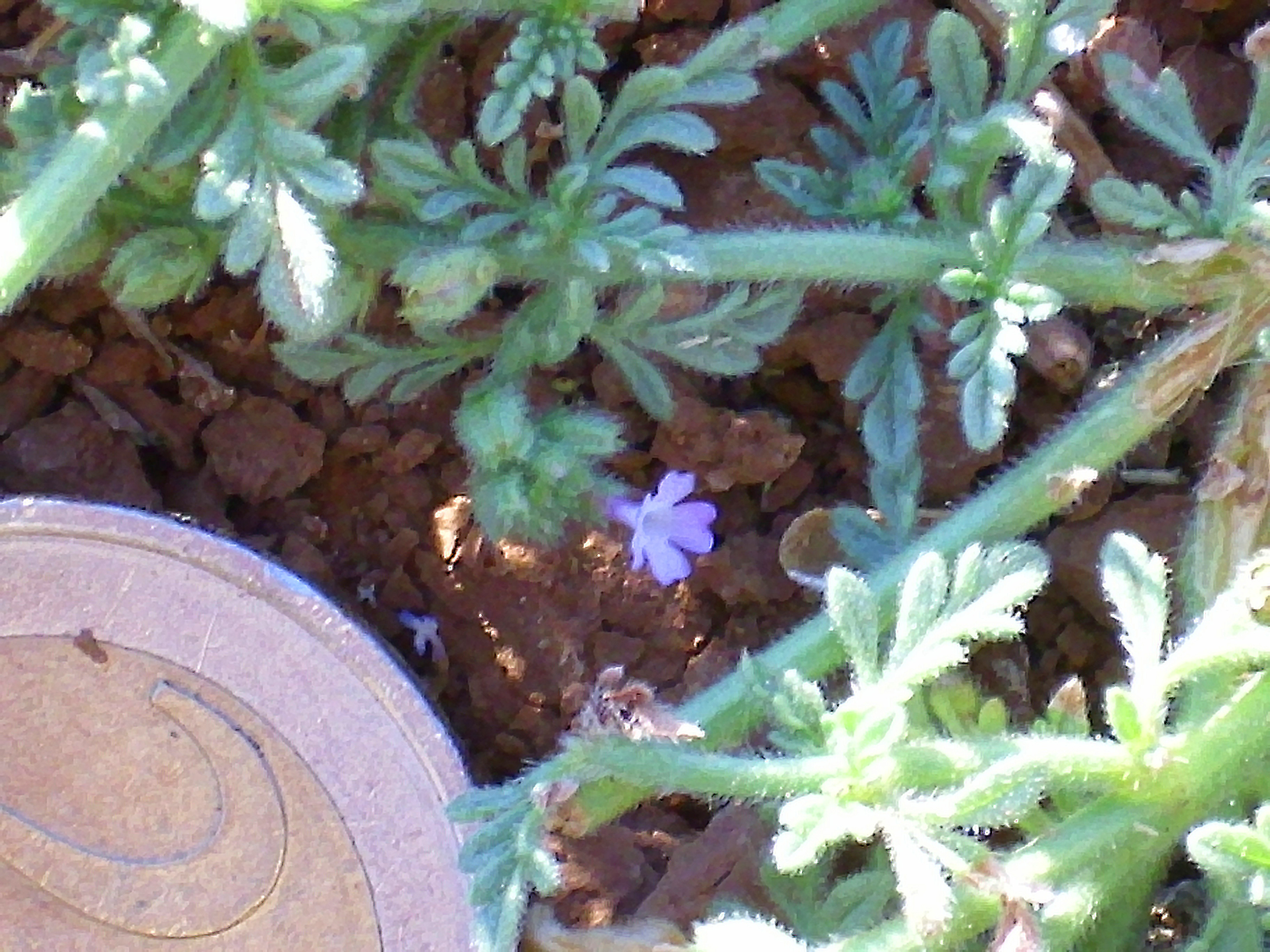
Verbena supina

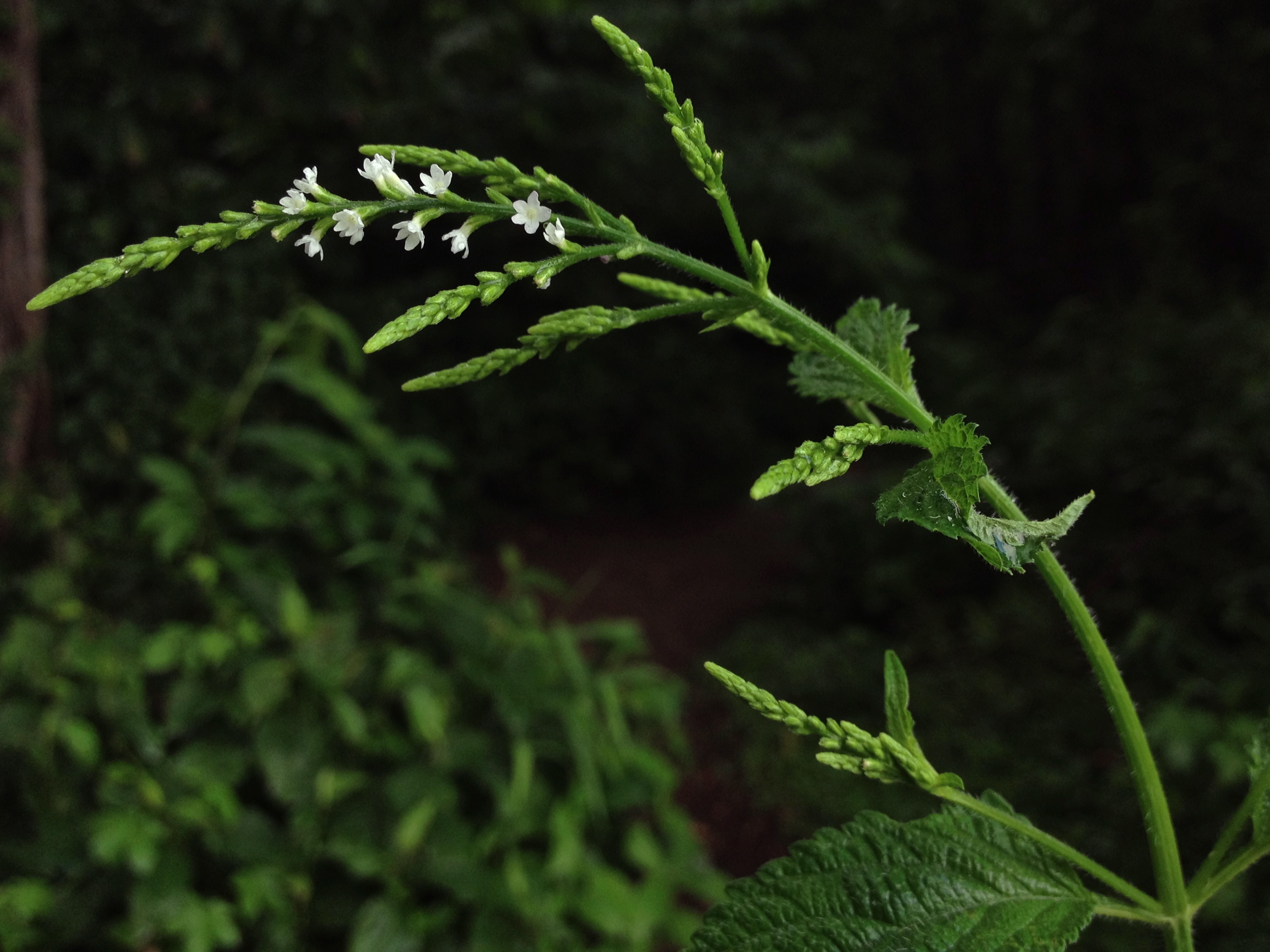
Verbena urticifolia

## Systematik
Der Gattungsname Verbena wurde 1753 von Carl von Linné in Species Plantarum, 1, S. 18 erstveröffentlicht. Synonyme für Verbena L. sind: Aubletia Le Monn. ex Rozier, Burseria Loefl., Patya Neck., Styleurodon Raf., Stylodon Raf., Obletia Rozier.
Nach Botta et al. 1995 werden viele Arten aus der Gattung Verbena in die Gattungen Glandularia J.F.Gmel. und Junellia Moldenke ausgegliedert. Man kann diese drei Gattungen besonders an der Chromosomengrundzahl unterscheiden: Verbena x = 7, Glandularia x = 5, Junellia x = 10.
Durch Christenhusz et al. wurden 2018 sechs Arten von Glandularia in die Gattung Verbena gestellt:
Zur Gattung Verbenen (Verbena) gehören nach der Ausgliederung in zwei Gattungen nur noch 74 bis 80 (bis 250 falls die Glandularia-Arten hier enthalten sind) Arten:
- Verbena alata Cham.: Sie kommt in Brasilien und in Uruguay vor.[2]
- Verbena alejandrana (B.L.Turner) Christenh. & Byng (Syn.: Glandularia alejandrana B.L.Turner): Diese Neukombination erfolgte 2018.[3] Sie kommt in den mexikanischen Bundesstaaten Nuevo León, Zacatecas sowie San Luis Potosí vor.[2]
- Verbena ×allenii Moldenke = Verbena officinalis × Verbena xutha: Sie kommt in den südlichen Vereinigten Staaten vor.[2]
- Verbena angustilobata (Moldenke) Christenh. & Byng (Syn.: Glandularia angustilobata (Moldenke) P.Peralta & V.Thode, Verbena cabrerae var. angustilobata Moldenke): Diese Neukombination erfolgte 2018.[3] Sie kommt nur im brasilianischen Bundesstaat Mato Grosso do Sul vor.[2]
- Verbena barbata Graham: Sie kommt vermutlich in Mexiko vor.[2]
- Verbena × bingenensis Moldenke = Verbena bracteata × Verbena lasiostachys: Sie kommt in den nordwestlichen Vereinigten Staaten vor.
- Verbena × blanchardii Moldenke = Verbena hastata × Verbena simplex: Sie kommt in den zentralen und in den östlichen Vereinigten Staaten vor.[2]
- Patagonisches Eisenkraut (Verbena bonariensis L., Syn.: Verbena inamoena Briq.): Sie kommt ursprünglich in Brasilien, Bolivien, Peru, Chile, Argentinien, Paraguay und Uruguay vor.[2] In Europa, Afrika, Asien, Australien und Neuseeland ist sie ein Neophyt.[2]
- Verbena brachyrhynchos (G.L.Nesom & Vorobik) Christenh. & Byng (Syn.: Glandularia brachyrhynchos G.L.Nesom & Vorobik): Diese Neukombination erfolgte 2018.[3] Sie kommt in den mexikanischen Bundesstaaten Tamaulipas sowie San Luis Potosí vor.[2]
- Verbena bracteata Lag. & Rodr. (Syn.: Verbena imbricata Wooton & Standl., Verbena subuligera Greene): Sie kommt in Kanada, in den Vereinigten Staaten und in Mexiko vor.[2]
- Verbena brasiliensis Vell. (Syn.:Verbena chacensis Moldenke): Sie kommt ursprünglich in Brasilien, Bolivien, Peru, Chile, Argentinien, Paraguay und Uruguay vor.[2] In Südeuropa, Afrika, Asien und Nordamerika ist sie ein Neophyt.[2]
- Verbena californica Moldenke: Sie kommt in Kalifornien vor.[2]
- Verbena calinfera G.L.Nesom: Sie kommt im mexikanischen Baja California vor.[2]
- Verbena canescens Kunth: Sie kommt in Kolumbien und von den südlichen Vereinigten Staaten bis Mexiko vor.[2]
- Verbena caniuensis Moldenke: Sie kommt im südlichen Brasilien vor.[2]
- Verbena carnea Medik.: Sie kommt in Texas und in den südöstlichen Vereinigten Staaten vor.[2]
- Verbena carolina L.: Sie kommt von Arizona bis Nicaragua vor.[2]
- Verbena × clemensiorum Moldenke =  Verbena lasiostachys var. scabrida × Verbena officinalis: Sie kommt in Kalifornien vor.[2]
- Verbena cloverae Moldenke: Sie kommt von Texas bis ins nordöstliche Mexiko vor.[2]
- Verbena concepcionis Moldenke: Sie kommt in Chile vor.[2]
- Verbena dalloniana Quézel: Sie kommt im Tschad vor.[2]
- Verbena × deamii Moldenke = Verbena bracteata × Verbena stricta: Sie kommt in Nordamerika vor.[2]
- Verbena delicatula Mart. & Zucc.: Sie kommt im mexikanischen Bundesstaat Oaxaca vor.[2]
- Verbena demissa Moldenke: Sie kommt in Ecuador vor.[2]
- Verbena ehrenbergiana Schauer: Sie kommt in Mexiko vor.[2]
- Verbena × engelmannii Moldenke = Verbena hastata × Verbena urticifolia: Sie kommt in Nordamerika vor.[2]
- Verbena ephedroides Cham.: Sie kommt im südlichen Brasilien, in nordöstlichen Argentinien und in Uruguay vor.[2]
- Verbena falcata G.L.Nesom: Sie kommt in Mexiko vor.[2]
- Verbena filicaulis Schauer (Syn.: Verbena australis Moldenke): Sie kommt vom südlichen und südöstlichen Brasilien bis zum argentinischen Misiones vor.[2]
- Verbena glabrata Kunth (Syn.: Verbena parvula Hayek): Mit zwei Varietäten:
  - Verbena glabrata var. glabrata: Sie kommt in Venezuela, Kolumbien, Bolivien, Ecuador, Peru und auf den Galapagos-Inseln vor.[2]
  - Verbena glabrata var. hayekii (Moldenke) O’Leary & Múlgura (Syn.: Verbena hayekii Moldenke, Verbena weberbaueri Hayek): Sie kommt im zentralen Peru vor.[2]
- Verbena ×goodmanii Moldenke = Verbena halei × Verbena stricta: Sie kommt in Oklahoma vor.[2]
- Verbena goyazensis Moldenke: Sie kommt im westlich-zentralen Brasilien vor.[2]
- Verbena gracilescens (Cham.) Herter (Syn.: Verbena swiftiana Moldenke, Verbena officinalis var. gracilescens Cham.): Sie kommt in Brasilien, Paraguay, Uruguay und im nördlichen Argentinien vor.[2] Es gibt zwei Varietäten:
  - Verbena gracilescens var. gracilescens: Sie kommt von Brasilien, Paraguay und Uruguay bis ins nördliche Argentinien vor.[2]
  - Verbena gracilescens var. swiftiana (Moldenke) N.O’Leary (Syn.: Verbena swiftiana Moldenke): Sie kommt vom brasilianischen Rio Grande do Sul bis zum argentinischen Misiones vor.[2]
- Verbena gracilis Desf.: Sie kommt in Arizona, Utah, New Mexico und Texas bis Mexiko vor.[2]
- Verbena grisea B.L.Rob. & Greenm.: Sie kommt auf den Galapagos-Inseln vor.[2]
- Verbena guaibensis (P.Peralta & V.Thode) Christenh. & Byng (Syn.: Glandularia guaibensis P.Peralta & V.Thode): Sie wurde 2010 aus dem brasilianischen Bundesstaat Rio Grande do Sul erstbeschrieben.[2] Diese Neukombination erfolgte 2018.[3]
- Verbena halei Small: Sie kommt von den zentralen und südlichen Vereinigten Staaten bis Mexiko vor.[2]
- Verbena hastata L.: Sie kommt in Kanada und in den Vereinigten Staaten vor.[2]
- Verbena hirta Spreng.: Sie kommt vom östlichen und südlichen Brasilien bis zum nordöstlichen Argentinien vor.[2]
- Verbena hispida Ruiz & Pav. (Syn.: Verbena bangiana Moldenke): Sie kommt von Ecuador bis ins südöstliche Brasilien und bis ins südliche Südamerika vor.[2]
- Verbena ×illicita Moldenke = Verbena stricta × Verbena urticifolia: Sie kommt in den Vereinigten Staaten vor.[2]
- Verbena incompta P.W.Michael: Sie kommt vom westlichen Südamerika bis ins nördliche Argentinien vor.[2]
- Verbena intermedia Gillies & Hook. (Syn.: Verbena carollata Briq.): Sie kommt von Peru bis Argentinien vor.[2]
- Verbena lasiostachys Link(Syn.: Verbena robusta Greene): Sie kommt von Oregon bis ins nördliche Mexiko vor.[2]
- Verbena lindbergii Moldenke: Sie kommt im südöstlichen Brasilien vor.[2]
- Verbena lindmanii Briq.: Sie kommt vom südlichen Brasilien bis ins argentinische Misiones vor.[2]
- Verbena litoralis Kunth (Syn.: Verbena gentryi Moldenke, Verbena longifolia M.Martens & Galeotti, Verbena sedula Moldenke): Sie kommt ursprünglich in Mexiko, Belize, El Salvador, Guatemala, Honduras, Nicaragua, Costa Rica, Panama, Kolumbien, Venezuela, Ecuador, Bolivien, Peru, Brasilien, Argentinien, Chile, auf Galapagos, in Paraguay und Uruguay vor.[2] In Australien ist sie ein Neophyt.[2]
- Verbena livermorensis B.L.Turner & G.L.Nesom: Sie kommt in New Mexico und in Texas vor.[2]
- Verbena macdougalii A.Heller (Syn.:Verbena macrodonta L.M.Perry): Sie kommt in Colorado, Wyoming, Nevada, Utah, Arizona, New Mexico, Texas und in Baja California vor.[2]
- Verbena madrensis G.L.Nesom: Sie kommt in Mexiko vor.[2]
- Verbena malmii Moldenke: Sie kommt im südlichen Brasilien vor.[2]
- Verbena malpaisana (T.Van Devender & G.L.Nesom) Christenh. & Byng (Syn.: Glandularia malpaisana T.Van Devender & G.L.Nesom): Sie wurde 2012 aus mexikanischen Bundesstaat Sonora erstbeschrieben.[2] Diese Neukombination erfolgte 2018.[3]
- Verbena menthifolia Benth. (Syn.: Verbena hintonii Moldenke): Sie kommt vom südwestlichen Kalifornien bis Texas, in Mexiko und Guatemala vor.[2]
- Verbena moctezumae G.L.Nesom & T.Van Devender: Sie kommt im mexikanischen Bundesstaat Sonora vor.[2]
- Verbena montevidensis Spreng. (Syn.: Verbena minutiflora Briq. ex Moldenke): Sie kommt von Bolivien bis zum südlichen und südöstlichen Brasilien und dem nordöstlichen Argentinien vor.[2]
- Verbena moranii G.L.Nesom: Sie kommt im mexikanischen Baja California vor.[2]
- Verbena neomexicana (A.Gray) Small (Syn.: Verbena runyonii Moldenke, Verbena russellii Moldenke): Sie kommt in zwei Varietäten von den südlichen Vereinigten Staaten bis Mexiko vor.[2]
- Echtes Eisenkraut (Verbena officinalis L., Syn.: Verbena riparia Raf. ex Small & A.Heller)
- Verbena ovata Cham.: Sie kommt von Paraguay bis ins südliche Brasilien vor.[2]
- Verbena paranensis Moldenke: Sie kommt im südlichen Brasilien vor.[2]
- Verbena perennis Wooton (Syn.: Verbena johnstonii (Moldenke) G.L.Nesom): Sie kommt in zwei Varietäten von Arizona bis Texas und im nördlichen Mexiko vor.[2]
- Verbena ×perriana Moldenke  = Verbena bracteata × Verbena urticifolia: Sie kommt in Nordamerika vor.[2]
- Verbena pinetorum Moldenke: Sie kommt in Arizona und in Mexiko vor.[2]
- Verbena plicata Greene: Sie kommt von Arizona bis Oklahoma und bis Mexiko vor.[2]
- Verbena recta Kunth: Sie kommt in Mexiko vor.[2]
- Verbena regnelliana Moldenke: Sie kommt im südöstlichen Brasilien vor.[2]
- Verbena reitzii Moldenke: Sie kommt im südlichen Brasilien vor.[2]
- Steifes Eisenkraut (Verbena rigida Spreng.): Sie kommt ursprünglich von Bolivien bis Uruguay vor und ist in Europa, Afrika, Asien, Australien, Neuseeland, in Nord- und Mittelamerika ein Neophyt.[2]
- Verbena rugosa Mill.: Sie kommt im südöstlichen Mexiko vor.[2]
- Verbena ×rydbergii Moldenke = Verbena hastata × Verbena stricta: Sie kommt im östlichen Kanada und in den östlichen und zentralen Vereinigten Staaten vor.[2]
- Verbena sagittalis Cham.: Sie kommt im südlichen Brasilien vor.[2]
- Verbena scabra Vahl: Sie kommt in den Vereinigten Staaten, in Mexiko und in der Karibik vor.[2]
- Verbena scabrella Sessé & Moc.: Sie kommt in Mexiko vor.[2]
- Verbena simplex Lehm. (Syn.: Verbena orcuttiana L.M.Perry): Sie kommt in zwei Varietäten im östlichen Kanada, in den Vereinigten Staaten und im nordwestlichen Mexiko vor.[2]
- Verbena sphaerocarpa L.M.Perry: Sie kommt auf Socorro, einer der mexikanischen Revillagigedo-Inseln vor.[2]
- Verbena stricta Vent.: Sie kommt im östlichen Kanada und in den Vereinigten Staaten vor.[2]
- Verbena strigosa Cham.: Sie kommt im südöstlichen und im südlichen Brasilien vor.[2]
- Verbena ×stuprosa Moldenke = Verbena simplex × Verbena urticifolia: Sie kommt in den Vereinigten Staaten vor.[2]
- Verbena supina L.: Sie kommt vom südlichen Mitteleuropa bis ins nordwestliche Indien und von den Kanaren bis Äthiopien vor.[2]
- Verbena townsendii Svenson: Sie kommt auf den Galapagos-Inseln vor.[2]
- Verbena turneri (G.L.Nesom) Christenh. & Byng (Syn.: Glandularia turneri G.L.Nesom): Diese Neukombination erfolgte 2018.[3] Sie kommt in den mexikanischen Bundesstaaten Coahuila sowie Nuevo León vor.[2]
- Verbena urticifolia L.: Sie kommt in Kanada und in den Vereinigten Staaten vor.[2]
- Verbena valerianoides Kunth: Sie kommt in Kolumbien vor.[2]
- Verbena villifolia Hayek: Sie kommt in Peru vor.[2]
- Verbena xutha Lehm.: Sie kommt von den zentralen und südlichen Vereinigten Staaten bis ins nördliche Mexiko vor.[2]

Nicht mehr zu dieser Gattung werden seit 1995 gerechnet zum Beispiel:
- Verbena cuneifolia Ruiz & Pav. → Glandularia cuneifolia (Ruiz & Pav.) O’Leary & Múlgura
- Verbena kuhlmannii Moldenke → Glandularia sessilis (Cham.) Tronc.
- Verbena landbeckii Phil. → Glandularia landbeckii (Phil.) P.Peralta
- Verbena multiglandulosa Moldenke → Glandularia multiglandulosa (Moldenke) P.Peralta
- Verbena ribifolia Walp. → Glandularia ribifolia (Walp.) P.Peralta

## Nutzung
Sorten einiger Arten und Hybriden werden als Zierpflanzen verwendet.

## Weiterführende Literatur
- Nataly O’Leary, María Ema Múlgura, Osvaldo Morrone: Revisión Taxonómica de las Especies del Género Verbena (Verbenaceae). II: Serie Verbena. In: Annals of the Missouri Botanical Garden, Volume 97, Issue 3, 2010, S. 365–424. doi:10.3417/2007070
- Guy L. Nesom: Infrageneric classification of Verbena (Verbenaceae). In: Phytoneuron 2010–11, 2010, S. 1–15. Volltext-PDF.